# I Just Wanna Dance
I Just Wanna Dance là đĩa mở rộng đầu tay của ca sĩ người Mỹ gốc Hàn hoạt động tại Hàn Quốc Tiffany Young, được phát hành thông qua SM Entertainment vào ngày 11 tháng 5 năm 2016.

## Bối cảnh và phát hành
Tiffany bắt đầu thực hiện album đầu tay của mình từ mùa hè năm 2015. Ban đầu album được lên kế hoạch phát hành vào cuối năm 2015 nhưng cô đã hoãn việc ra mắt đến tháng 5 năm 2016 để hoàn thiện album này hơn.
Ngày 4 tháng 5 năm 2016, Tiffany chính thức được công bố là sẽ ra mắt với tư cách ca sĩ solo với I Just Wanna Dance. Album có thể được đặt trước trên iTunes Store từ ngày 5 tháng 5. Ngày 11 tháng 5 năm 2016, album và video âm nhạc cho bài hát chủ đề được phát hành cùng lúc. Ngày 23 tháng 5 năm 2016, SM Entertainment phát hành một bản remix phiên bản tiếng Anh của "I Just Wanna Dance" do nhà sản xuất âm nhạc Hàn Quốc Kago Pengchi thực hiện.

## Quảng bá
Một showcase nhằm mục đích giới thiệu và quảng bá cho I Just Wanna Dance được tổ chức vào ngày 10 tháng 5 năm 2016. Tiffany bắt đầu biểu diễn "I Just Wanna Dance" và các bài hát khác trong album trên các chương trình âm nhạc Hàn Quốc từ ngày 12 tháng 5.

## Danh sách bài hát
| STT              | Nhan đề              | Phổ lời                                              | Phổ nhạc                                                 | Thời lượng |
| ---------------- | -------------------- | ---------------------------------------------------- | -------------------------------------------------------- | ---------- |
| 1.               | "I Just Wanna Dance" | Hwang Hyun                                           | Timothy "Bos" Bullock Michael Jiminez Sara Forsberg MZMC | 3:29       |
| 2.               | "Talk"               | Jung Joo-hee Kim Min-ji Baek In-kyung Nicola Roberts | Dan Traynor Caroline Ailin Nicola Roberts                | 3:34       |
| 3.               | "Fool"               | Yorkie Ryu-woo                                       | Im Kwang-wook Ryan Kim Amanda Moseley Chase Dopio Wkly   | 3:28       |
| 4.               | "What Do I Do"       | Choi Sooyoung                                        | Stephanie Hwang Kim Tae-sung Jake K                      | 3:03       |
| 5.               | "Yellow Light"       | Jung Joo-hee                                         | Melanie Fontana Eric Sanicola Damon Sharpe               | 3:22       |
| 6.               | "Once in a Lifetime" | Hwang Hyun Agnes Shin                                | Lee Joo-hyung Sebastian Thott Delisa Thomas              | 3:51       |
| Tổng thời lượng: | Tổng thời lượng:     | Tổng thời lượng:                                     | Tổng thời lượng:                                         | 20:47      |

| Bài hát bổ sung trên iTunes Store, Spotify và Apple Music | Bài hát bổ sung trên iTunes Store, Spotify và Apple Music | Bài hát bổ sung trên iTunes Store, Spotify và Apple Music | Bài hát bổ sung trên iTunes Store, Spotify và Apple Music | Bài hát bổ sung trên iTunes Store, Spotify và Apple Music |
| STT                                                       | Nhan đề                                                   | Phổ lời                                                   | Phổ nhạc                                                  | Thời lượng                                                |
| --------------------------------------------------------- | --------------------------------------------------------- | --------------------------------------------------------- | --------------------------------------------------------- | --------------------------------------------------------- |
| 7.                                                        | "What Do I Do" (phiên bản tiếng Anh)                      | Stephanie Hwang                                           | Stephanie Hwang Kim Tae-sung Jake K                       | 3:03                                                      |
| Tổng thời lượng:                                          | Tổng thời lượng:                                          | Tổng thời lượng:                                          | Tổng thời lượng:                                          | 23:50                                                     |

## Bảng xếp hạng
| Bảng xếp hạng                  | Thứ hạng cao nhất |
| ------------------------------ | ----------------- |
| Album Hàn Quốc (Circle)        | 3                 |
| Album Nhật Bản (Oricon)        | 41                |
| US World Albums (Billboard)    | 3                 |
| US Top Heatseekers (Billboard) | 10                |

## Lịch sử phát hành
| Khu vực       | Ngày                | Định dạng | Hãng đĩa                  |
| ------------- | ------------------- | --------- | ------------------------- |
| Hàn Quốc      | 11 tháng 5 năm 2016 | CD tải về | SM Entertainment KT Music |
| Toàn thế giới | 11 tháng 5 năm 2016 | Tải về    | SM Entertainment          |